# ريال بلد الوليد
نادي بلد الوليد الملكي لكرة القدم (بالإسبانية: Real Valladolid Club de Fútbol)‏ أو ريال بلد الوليد هو فريق كرة قدم إسباني تم تنظيمه كنادي رياضي مساهم لمدينة بلد الوليد التي تتمتع بحكم ذاتي في منطقة قشتالة و ليون وسط إسبانيا. في الموسم الكروي 2017/2016 ناضل نادي بلد الوليد للبقاء في دوري الدرجة الثانية، وقد تأسس النادي في 20 يونيو 1928 بعد دمج أثنين من أكبر الأندية في المدينة وهما النادي الرياضي الإسباني: Club Deportivo Español ونادي الاتحاد الملكي الرياضي: Real Unión Deportiva أصبح ألوان الزي الرسمي للفريق منذ إنشاءه اللونين البنفسجي والأبيض بشكل عمودي، ومنذ عام 1982 لعب نادي بلد الوليد علي ارضه في إستاد خوسيه ثورييا التابع لبلدية مدينة بلد الوليد والذي يتسع ل26512 متفرج.
ويُعد حصوله علي لقب الدوري في الموسم الكروي (84/1983) هو الحدث الأهم والوحيد في سجله الكروي، كما كان وصيفاً في كأس ملك إسبانيا في الموسمين (50/1949 - 89/1988) وشارك في النسختين من دوري أبطال أوروبا عامي (85/1954 - 98/1997)، وأيضاً في النسخة من كأس الكؤوس الأوروبية عام (90/1989)، ويلعب حالياً الفريق الثاني التابع للنادي في الدرجة الثانية (ب) أيضاً.
إن نادي بلد الوليد هو النادي الأكثر أهمية في منطقة قشتالة وليون والذي يحفل سجله الكروي ب 42 موسم في الدرجة الأولي و 34 موسم في الدرجة الثانية و 9 مواسم في الدرجة الثالثة. وتاريخياً يُعد النادي في المركز الثالث عشر من أفضل الأندية في إسبانيا، وقد حصل اثنان من لاعبيه علي جائزة بيتشيشي وهما: مانويل بادينيس وخورخي دا سيلفا، وعشرة من لاعبيه لعبوا في منتخب إسبانيا لكرة القدم

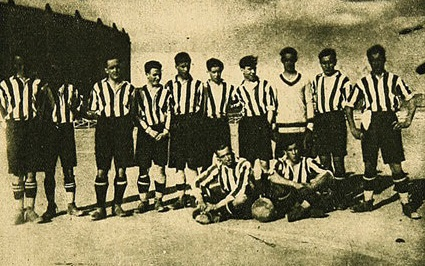
صورة لنادي الأتحاد الرياضي قبل مباراته ضد فريق كولو-كولو التشيلي في 2 من مايو 1927، في تلك المباراة تلقي ديفيد أريلانو كابتن الفريق التشيلي ضربة قويه في المعدة أدت إلى وفاته في اليوم التالي، وهذه الواقعة تعرف بأنها مأساة بلد الوليد.

شعار النادي من 2022 إلى 2024

## التاريخ

### نشأة النادي والمواسم الأولي (1924- 1947)
في عام 1924 تم إنشاء فريقين في مدينة بلد الوليد يتنافسان علي السيادة في المدينة وهما: نادي الاتحاد الملكي الرياضي: Real Unión Deportiva المنتمي لجماعة لويسيس وكوتسكاس الدينية والذي يتسم بالإتجاة المحافظ، والنادي الرياضي الإسباني: Club Deportivo Español ذو الإتجاة التقدمي. وكل من الفريقين حصل علي كأس قشتالة وليون، كما برز كل منهم في المشاركة في كأس ملك إسبانيا.
تأسس نادي بلد الوليد الملكي في 20 من يونيو عام 1928 نتيجه لأتحاد هذين الناديين سوياً وكان بيدرو زولواجا مانيويكا أول رئيس للنادي، وفي المباراة الأفتتاحية التي لُعبت في ال 22 من سبتمبر من نفس العام في ملعب نادي مصارعة الثيران بالقرب من ميدان مصارعه الثيران. وتشكل الفريق الأول لنادي بلد الوليد من اللاعبين: (أرانا، بومبو، مارتين، أُرواي، سيرالدي، أتشيفاريا، مونتلبان، سان ميجيل، ساينيز، سييرا، بابلو لوبيز) وفاز الفريق 2 - 1 علي نادي ديبورتيفو ألافيس التابع لمنطقة فيتوريا-غاستايز.، وظهر النادي لأول مرة في المجموعة (ب) في الدرجة الثانية - أي ما يعادل الدرجة الثالثة - من بطولة الدوري التي أنطلقت في نفس هذا الموسم.
في الموسم الكروي (1934/1933) واصل نادي بلد الوليد صعوده في الدرجة الثانية، وفي أول ظهور له في الموسم التالي (35/1934) حقق الفريق الوليدي نجاحاً كبيراً. وانتهي الموسم والنادي في المركز الثاني في مجموعته والآخير في المرحلة النهائية للصعود.
في نوفمبر عام 1940 - في فترة ما بعد الحرب - قام نادي بلد الوليد بافتتاح الإستاد المحلي خوسيه سوريا بإقامة مباراة ضد فريق أريناس كلوب دي غيتسو وفاز بلد الوليد 4 - 1.
وواصل النادي صعوده محققاً وصوله إلى المركز الأول في مجموعته في الموسم (1943/1942) ولكن في الموسم التالي هبط إلى الدرجة الثالثة، وقضي النادي ثلاثة أعوام في الدرجة الثالثة قبل عودته إلى الثانية في 1947.

### صعوده للدرجة الأولي ونهائي الكأس والعصر الذهبي للنادي (1947-1958)
في العام التالي من الموسم (1947-1948) بقيادة أنطونيو باريوس فاز النادي ببطل دوري الدرجة الثانية وحقق صعوده الأول إلى دوري الدرجة الأولي، ولظهوره في دوري الدرجة الأولي تعاقد مع هيلينيو هيريرا لتدريب الفريق. في ختام موسم (1948-49) كان نادي بلد الوليد في المركز ال12، ولكن وقع هيلينيو هيريرا لنادي أتلتيكو مدريد مما أدي إلى عودة أنطونيو باريوس كمدرب للفريق وعزز النادي فريقه بلاعبين مثل: إميليو ألديكوا، ليسميس، ورافييل ليسميس الذين انضموا إلى اللاعبين المشهورين في الفريق مثل: ساسو، باكيرو، وكوكه وغيرهم.
في ليلة ال 29 أو 30 من أغسطس عام 1949 وبعد مباراة ودية قبيل بداية الدوري ضد فريق أوساسونا في مدينة بنبلونة صُدمت الحافلة - التي كانت تنقل الفريق لعودته إلى بلد الوليد - في مزلقان في بلدة برغش، وأسفر الحادث عن أصابه عدد من الاعبين ولكن لحسن الحظ لم تقع أي وفيات. بعد أن حقق الفريق جولة رائعة في دوري الدرجة الاولي، حصل علي المركز التاسع. وفي كأس ملك إسبانيا في الموسم (1949- 1950) ظهر الفريق ككتلة صلبة وكان بمثابة نجم البطولة حيث تمكن من الوصول إلى النهائي بعد قضائه علي كل من ريال سوسيداد، نادي إشبيلية، ونادي ريال مدريد. لُعبت المباراة النهائية في ال 28 من مايو 1950 في ملعب تشامارتن (ملعب سانتياغو برنابيو) في مدريد ضد فريق أتلتيك بيلباو، وفي نهاية وقت المباراة الرسمي كانت النتيجة هي التعادل بهدف لكل منهما، هدف تيلمو زارا للبلباويين وهدف لكوكه للبوسيلا ولكن في الوقت المحتسب بدلاً من الضائع سجل تيلمو زارا ثلاثية قضت علي بلد الوليد وأنتهت المباراة 4-1 لصالح أتلتيك بيلباو.
في بداية الموسم التالي أصبح نادي بلد الوليد نجم البطولة على الرغم من وجود خوان أنطونيو إيبينا علي دكة البدلاء، وتعامل النادي مع عظماء الكرة وحاز علي المركز الثالث في الجولة الاولي، ولكن في الجولة الثانية لم يستطع مواكبة نادي أتلتيكو مدريد ونادي إشبيلية اللذان ناضلا حتي النهاية للحصول علي اللقب، وفاز علي نادي أتلتيكو مدريد. وأختتم نادي بلد الوليد البطولة وهو في المركز السادس ولكن الصعوبات الأقتصادية أجبرته علي بيع الجزء الأكبر من نجومه.
وفي السنوات التالية وعلى الرغم من أن امكانيات الفريق باتت في الأنخفاض تدريجياً ولم يتبق إلا كوكه - الذي أصبح أول لاعب دولي في الفريق - والأخوين ليسميس، إلا أنه ظهرت وجوة جديدة في الفريق مثل: ماتيتو، أورتيجا، ولاسالا، وبقي فريق بلد الوليد في وسط جدول الدوري، وقارب في بعض الأحيان علي الوصول للقب. وفي النهاية وعلى الرغم من حصوله علي المركز الثامن في دوري (1956/1957) إلا أن مجلس الإدارة اضطر إلى بيع الجزء الأكبر من نجومه من جديد، وأصبح خالياً من النجوم فعلياً وهذا أدي إلى هبوطه. وفي الموسم التالي وبالرغم من كل ذلك، حصل مانويل بادينيس علي لقب هداف الدوري وحاز علي جائزة بيتشيشي مع ريكاردو ألوس وألفريدو دي ستيفانو. وهكذا أنتهي عقد رائع للفريق ملئ بالمشاكل الأقتصادية.

### الفريق الصاعد (1958-1964)
قام كارلوس دي ريو هيريرو رئيس مجلس إدارة نادي بلد الوليد بتعيين خوسيه لويس ساسو مدرباً للفريق، وبمساعدة مجموعة من الشباب الموهوب من بينهم إميليو مورويون، واللاعبين المخضرمين مثل كوكه - الذي عاد إلى فريقه بعد تجربة فاشلة مع نادي أتلتيكو مدريد - تمكن فريق بلد الوليد من الفوز بلقب دوري الدرجة الثانية وحقق صعوده إلى دوري الدرجة الأولي من جديد.
لتقوية الفريق للموسم المقبل سافر مدرب الفريق ساسو إلى الأوروغواي والارجنتين للبجث عن مواهب شابة مناسبة للحالة الاقتصادية المتداعية للفريق، وعاد من بحثه بلاعبين من الأوروغواي هما: بينيتيز وأندريس، وثلاثة لاعبين من الارجنتين وهما: سولي، اراميدي، وبجنيراس. ظهر نادي بلد الوليد في دوري الدرجة الأولي (1959/1960) كفريق متجانس وقدم أداء رائع ولكن مع بعض مشكلات في الترتيب وتسديد الأهداف وواصل بقاؤه في الدوري. وفي الموسم التالي وعلى الرغم من الأداء الرائع في كأس النخبة (61/1960) إلا انه وصل إلى قبل النهائي فقط.
وفي عام 1961 وفي ظرف عام واحد فقط هبط النادي إلى الدرجة الثانية علي يد المدرب البرجواي هيريبيرتو هيريرا والذي ترك النادي فيما بعد ليدرب ناديإسبانيول، وتعاقد مجلس الإدارة مع أنتوني راماييتس الذي أعتزل اللعب ووافق علي تدريب الفريق وكان هدفه أن يبقي في الدوري. وبفضل التشكيلة العملية صعد إلى دوري الدرجة الأولي ونافس فريق ريال أوفييدو وحصل علي المركز الرابع وهو أعلي مركز حصل عليه النادي حتي يومنا هذا.

### الجولة الثانية (1964-1980)
وبهذا الأداء جذب نادي بلد الوليد انتباة الأندية الآخري، ولكن في الموسم (64/1963) كان هناك الكثير من الخسائر وحصل النادي علي مركز متدني على الرغم من وجود نجميه الثنائي: مورويون وروديا اللذان كانوا من بين أفضل هدافي الموسم السابق. ولكن النادي لم يستطيع البقاء في الدوري وبدأت سلسلة من المبيعات التي أستنزفت أهم لاعبيه مثل: راميريز، سانشيز ومورويون الذي أنتقل إلى نادي ريال مدريد بسعر منخفض. وتحول الدّين التاريخي للنادي كـعقب أخيل مما دفع رئيس النادي (خوسيه ميجيل أررارت) إلى الأستقالة.
ولإنقاذ الوضع أصبح خوسيه لويس ساسو هو الرئيس الجديد لنادي بلد الوليد، وبعد فترة قصيرة لأنطونيو باريوس كمدرب للفريق تم أستبداله بـأنتوني راماييتس، وفي نفس العام -موسم (65/1964) كان النادي علي أعتاب الصعود. وفي الموسم التالي تعاقد النادي مع برسيو توريس الذي لقي حتفه فجأة تاركاً خلفه عدم أستقرار في دكة الفريق، الامر الذي زاد من أزمة المؤسسة. قام أنطونيو ألفونسو بالأستثمار في الفريق وقدم أموال فقام ساسو بالتعاقد مع إنريك أريزاولا لتدريب الفريق بعد إقالة خوسيه لويس مولينويبو. حصل الفريق علي المركز الثاني في الدوري مما سمح له في الموسم (68/1967) بالتنافس علي الصعود ضد فريق ريال سوسيداد، وفاز الفريق في إستاده ثوريا 1-0. وبعد تعادله في إستاد أتوشا 0-0 كان بلد الوليد علي وشك العودة إلى الأول.
وبعد الفشل هذا تم الأستغناء عن كثير من اللاعبين وبدأت فترة جديدة من التقلبات في النادي والتي أنتهت بحصول النادي علي المركز العاشر في موسم (69/1968). وكان الموسم التالي كارثي بمعني الكلمة حيث تخلي أنطونيو ألفونسو عن الأستثمار في النادي ومع وحود حالة اللامبالاة العامه كل ذلك أدي إلى سقوط النادي وهبوطه إلى الدرجة الثالثة.
وبذلك أكتمل أنحدار النادي، فبعد إجراء أنتخابات تولي سانتيجو جاييجو رئاسة النادي والتحدي الصعب لأصلاح النادي المفلس ومشاكله المُلحة. فكان لابد من إنقاذ الموقف، فأتجه إلى الفريق الثاني للنادي (الناشئين) حيث برز موهوبين مثل خوليو كاردينوسا الذي أنتقل إلى النادي الأول علي الفور. كانت الحالة الأقتصادية للنادي حَرِج فقام رئيس النادي بإقناع كونشا بيلاسكو - مواطنه من المدينة- بأن تكون إشبينة للنادي وتخفف من أنسحاب الشركاء. على الرغم من أن بلد الوليد حافظ علي تقدمه الغير العادي في هذا الموسم حيث واصل صعوده في السباق النهائي الشيق الذي قاده إلى المركز الثاني في الجدول علي حساب أوساسونا.
تمكن الفريق من دوري الدرجة الثانية وبدأ يفكر في العودة إلى دوري الدرجة الأولي، وفي أغسطس 1972 إنطلقت بطولة مدينة بلد الوليد والتي أعادت الأضواء إلى إستاد ثورييا. ومرت المواسم التالية بدون ألم ولا مجد، وفي عام 1974 ترك سانتيجو جاييجو رئاسه النادي بدون أي ديون، كل ذلك بفضل أنتقال خوليو كاردينوسا إلى نادي ريال بيتيس بـ15 مليون بيزيتا إسبانية وهو أكبر مبلغ تلقاه النادي حتي ذلك الحين. تولي فيرناندو ألونسو رئاسة النادي وقام بإصلاحات عميقة في النادي ولكن فقدالسيطرة وكان النادي علي وشك الهبوط.
ولمواجهة موسم (76/1975) ضم النادي كثير من اللاعبين الشباب، وبقي الفريق بقيادة هيكتور هونيوز علي أعتاب الصعود. وفي كأس النخبة (76/1975) وصل النادي إلى الجولة الرابعة، وبعد بيع ألفريدو أماريو إلى نادي برشلونة ب وصل إلى بلد الوليد ثلاثة مواهب شابة من بينهم موري وروسكي الذان أنضموا للفريق. استمر النادي موسمين تحول اللاعب فيهم إلى شئ ثانوي بالنسبة للنادي الذي أهتم بمواضيع تافهة كأنتقال اللاعب خيسوس لاندابورو إلى نادي رايو فايكانو وظهور اللاعب خيل الذي بالكاد كان في 16 من عمره. في الـ يوبيل ذهبي للنادي - في الموسم (79/1978) تولي جونزالو ألونسو رئاسة نادي بلد الوليد وجدد تشكيلة الفريق بمواهب شابة من ناشئين فريقي برشلونة وريال مدريد وخصوصاً انضمام اللاعب هيبوليتو رينكون الذي بانضمامه للنادي أحدث ضجة هائلة. أحتاج النادي لهدف وحيد فقط ليصعد إلى دوري الدرجة الأولي وهدف وحيد أيضاً ليصل إلى نهائي كأس ملك إسبانيا الذي خسر في النصف النهائي امام نادي فالنسيا والذي في نهاية المطاف أصبح هو بطل الكأس لهذا العام. وفي الموسم (80/1979) حقق النادي نظرياً نتائج ممتازة وأكتساح ساحق في الجولة الثانية من البطولة وحصل علي الصعود الذي أشتاق إليه، وهكذا وصل إلى حلمه بعد سته عشر عاماً.

### إستاد جديد ولقب الدوري (1980-1986)
ليضمن نادي بلد الوليد مكانه فور عودته إلى دوري الدرجة الأولي، قام النادي بتعاقدين كبيرين هما: تعاقد مع كارلوس فينوي لجراسة المرمي وجيلبرتو لتقوية دفاع النادي. وبذلك حصل النادي علي هدفه في البقاء في الدوري بطمانينة أكثر من المتوقع. أشتهر النادي في أمريكا الوسطي بفضل التغطية الأعلامية علي اللاعب جيلبرتو الذي موطنة الأصلي هو هندوراس.
زادت المجموعة الأجتماعية للنادي حتي وصلت إلى 14000 عضو، وبهذا العدد المهول أصبح الملعب القديم خوسيه ثورييا صغير جداً ولذلك بدأ النادي في إنشاء ملعب أخر وكان الوحيد الذي أستضاف مباريات كأس العالم لكرة القدم 1982، وكان مقر الإستاد الجديد في منطقة لابركيا خارج مدينة بلد الوليد. تم افتتاح الملعب في ال20 من فبراير عام 1982 في لقاء النادي مع أتلتيك بيلباو في دوري (82/1981) والذي أنتهت بفوز [[بلد الوليد.
تولي مانويل أستيبان رئاسة النادي خلفاً لجونزالو ألونسو وقام بتعاقدات كبيرة للنادي مثل تعاقده مع باتريكو يانيز و خورخي دا سيلفا الذي تنازل فريقه عنه لصالح نادي بلد الوليد، وبسبب عدم الإستقرار في رئاسة النادي أدي ذلك إلى عودة جونزالو ألونسو من جديد، في حين أن المدرب فرناندو ريدوندو قدم نتائج سيئة. وتعاقد النادي أيضاً مع أوزيبيو ساكريستان وغريغوريو فونسيكا.
في كأس الدوري الإسباني الموسم (84/1983) قام نادي بلد الوليد بالقضاء علي الفرق الصاعدة، فتغلب علي ريال سرقسطة في الجولة الأولي ونادي أشبيلية في الجولة الرابعة وريال بيتيس في القبل النهائي، ووصل النادي إلى النهائي وواجه فريق أتلتيكو مدريد، وبعد التعادل 0-0 في مباراة الذهاب في ملعب فيسنتي كالديرون في ال30 من يونيو 1984، تغلب نادي بلد الوليد في ملعبه الجديد علي أتلتيكو مدريد في الوقت المستقطع بدلاً من الضائع 3-0 حيث سجل كل من: ميركو فوتافا بالخطأ في شباك ناديه وفورتيز وميجيل. وبهذا الشكل غير المتوقع والمدهش فاز الفريق بكأس الدوري الوحيد في تاريخ النادي، كانت التشكيلة التي لعب بها النادي تضم كل من: فينوي، أراسيل، جايل، جارسيا ناباخاس، ريتشارد، خورحي، موري، أوزيبيو (فورتيس)، يانيز، دا سيلفا ولوبيز (مينجيلا). وقام اللاعب خوسيه موري بحمل الكأس. هذا الأنجاز سمح للنادي بالمشاركة في كأس الاتحاد الأوروبي (1984-85)ولعب أمام نادي رييكا في كرواتيا. أدت المشاكل الأقتصادية في النادي إلى رحيل خورخي دا سيلفا من الفريق، والذي عوضه جونزالز ألونسو بتوقيع اللاعب السلفادوري ماجيكو جونزالز نجم نادي قادش.

## الألقاب

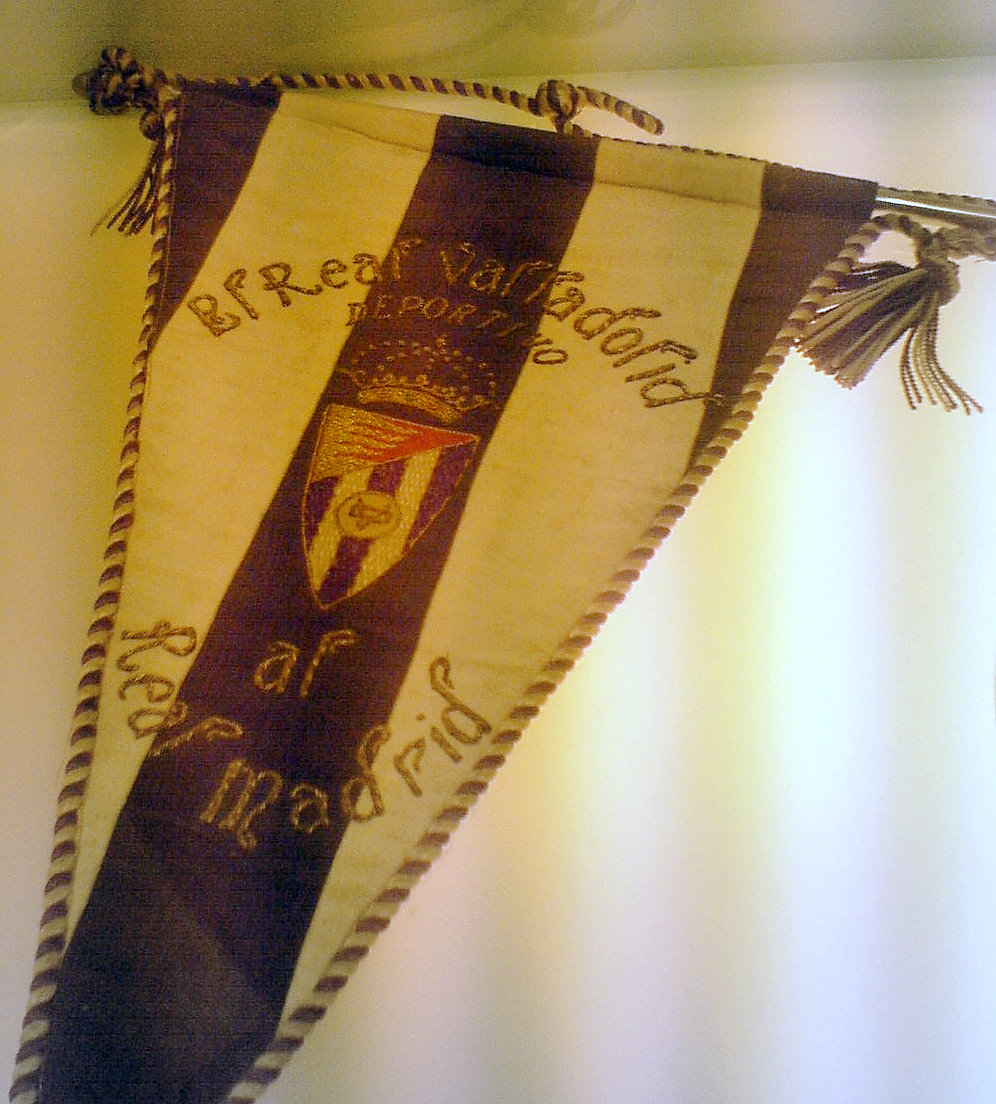
علم صغير للنادي عام1956 يظهر فيه شعار الفريق واللقب في ذلك الفترة، حيث يُظهر التطريز «من نادي بلد الوليد إلى ريال مدريد»

اللقب الذي أستخدمه النادي لفترة طويله هو «نادي ريال بلد الوليد الرياضي» وظل يستخدم من بداية نشأة النادي عام 1928 وحتي عندما تحول إلى نادي مساهم سنه 1992 بأستثناء فترة 1931-1939 (فترة الجمهورية الإسبانية الثانية -الحرب الأهلية الإسبانية) ففي هذه الفترة تمت إزالة كلمه ريال وبقي هكذا «نادي بلد الوليد الرياضي». تم إضافة الحروف S. A. D إلى لقب الناي وهو أختصار للكلمات الآتية (نادي رياضي مساهم)، وصار أسمه " Real Valladolid S. A. D " ثم في ال29 من يونيو عام 1998 تم تغيير لقب النادي إلى اسمه الحالي "Real Valladolid Club de Fútbol, S. A. D ".

## الشعار

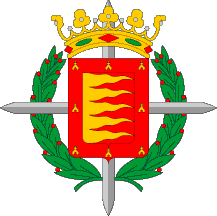
شعار مدينة بلد الوليد، وجود تشابة كبير بين شعار النادي وشعار المدينة.

هذا الشعار ظهر عام 1928 مع إنشاء النادي ويتكون الشعار من تاج ملكي علامة علي الملكية للنادي وموروث من نادي الاتحاد الملكي الرياضي وخمس ألسنة من اللهب تمثل شعار بلد الوليد وخمس قلاع ترمز إلى مدينة قشتالة وست شرائط للزينة باللونين الأبيض والبنفسجي لوني النادي.
عاني هذا الشعار الأصلي من تعديلات صغيرة علي طول تاريخ النادي، ففي عام 1962 سمحت بلدية مدينة بلد الوليد علي ضم رمز صليب سان فرناندو، بالإضافة إلى إضافة شرائط حمراء تشير إلى الخمس قلاع في الشعار.
لاحقاً تم تغيير الحروف الأولي ب و (بلد الوليد الرياضي أو نادي بلد الوليد الرياضي) إلى ر ب (ريال بلد الوليد) والذي يظهر في دائرة في منتصف الشعار.

## اللاعبون

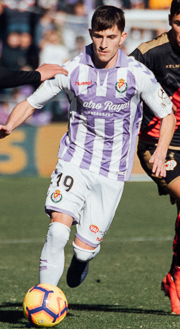
توني فيا قائد الفريق

آخر تحديث 2 فبراير 2022..
ملاحظة: تشير الأعلام إلى المنتخب الوطني على النحو المحدد في قواعد الأهلية للفيفا. قد يحمل اللاعبون أكثر من جنسية واحدة غير تابعة للفيفا.
| الرقم | البلد     | المركز | اللاعب                                  |
| ----- | --------- | ------ | --------------------------------------- |
| 1     | إسبانيا   | حارس   | جوردي ماسيب (قائد الفريق)               |
| 2     | إسبانيا   | مدافع  | لويس بيريز                              |
| 3     | إسبانيا   | مدافع  | راؤول غارسيا كارنيرو                    |
| 4     | إسبانيا   | مدافع  | كيكو أوليفاس                            |
| 5     | إسبانيا   | مدافع  | خافيير سانشيز دي فيليبي                 |
| 6     | إسبانيا   | مدافع  | خوسيما (معار من إلتشي)                  |
| 7     | إسبانيا   | مهاجم  | سيرخيو ليون                             |
| 8     | إسبانيا   | وسط    | رامون رودريغيز خيمينيز (معار من غرناطة) |
| 9     | إسرائيل   | مهاجم  | شون ويسمان                              |
| 10    | إسبانيا   | وسط    | أوسكار بلانو                            |
| 11    | إسبانيا   | وسط    | بابلو هيرفياس                           |
| 12    | الإكوادور | مهاجم  | غونزالو بلاتا (معار من سبورتينغ لشبونة) |
| 13    | إسبانيا   | حارس   | روبرتو خيمينيز غاغو                     |

| الرقم | البلد   | المركز | اللاعب                               |
| ----- | ------- | ------ | ------------------------------------ |
| 15    | المغرب  | مدافع  | جواد الياميق                         |
| 16    | إسبانيا | وسط    | ألفارو أغوادو                        |
| 17    | إسبانيا | وسط    | روكي ميسا                            |
| 18    | غامبيا  | مدافع  | سعيدي يانكو                          |
| 19    | إسبانيا | وسط    | توني فيا                             |
| 20    | إسبانيا | مهاجم  | جون مورسيو (معار من أتلتيك بيلباو)   |
| 21    | إسبانيا | وسط    | إيفان سانشيز (معار من برمنغهام سيتي) |
| 22    | إسبانيا | مدافع  | ناتشو (قائد الفريق)                  |
| 23    | إسبانيا | مهاجم  | كريستو غونزاليز (معار من أودينيزي)   |
| 24    | إسبانيا | مدافع  | خواكين فرنانديز                      |
| 25    | المغرب  | وسط    | أنور التهامي                         |
| 27    | إسبانيا | مهاجم  | هوغو فاييخو                          |
|       | إسبانيا | وسط    | والدو روبيو                          |

### الفريق الرديف
ملاحظة: تشير الأعلام إلى المنتخب الوطني على النحو المحدد في قواعد الأهلية للفيفا. قد يحمل اللاعبون أكثر من جنسية واحدة غير تابعة للفيفا.
| الرقم | البلد    | المركز | اللاعب              |
| ----- | -------- | ------ | ------------------- |
| 31    | إسبانيا  | مدافع  | Kike Ríos           |
| 36    | البرازيل | وسط    | Dalisson de Almeida |
| 38    | إسبانيا  | وسط    | Víctor Narro        |

| الرقم | البلد   | المركز | اللاعب        |
| ----- | ------- | ------ | ------------- |
| 42    | إسبانيا | مهاجم  | Slavy         |
| 46    | إسبانيا | مدافع  | Iván Fresneda |

### اللاعبون المعارون
ملاحظة: تشير الأعلام إلى المنتخب الوطني على النحو المحدد في قواعد الأهلية للفيفا. قد يحمل اللاعبون أكثر من جنسية واحدة غير تابعة للفيفا.
| الرقم | البلد      | المركز | اللاعب                                                      |
| ----- | ---------- | ------ | ----------------------------------------------------------- |
|       | إسبانيا    | حارس   | خوسيه أنطونيو كارو دياز (at نادي بورغوس until 30 June 2022) |
|       | إسبانيا    | مدافع  | Adri Gómez (at ريال أفيليس ‏ until 30 June 2022)             |
|       | إسبانيا    | مدافع  | دييغو اليندي (at نادي لوغو until 30 June 2022)              |
|       | الأوروغواي | مدافع  | لوكاس أولازا (at نادي إلتشي until 30 June 2022)             |
|       | إسبانيا    | وسط    | Adri Carrión (at Racing Rioja ‏ until 30 June 2022)          |
|       | إسبانيا    | وسط    | فيكتور غارسيا (at ديبورتيفو لاكورونيا until 30 June 2022)   |
|       | إسبانيا    | وسط    | فيدي سان إميتيريو (at نادي قادش until 30 June 2022)         |

| الرقم | البلد     | المركز | اللاعب                                                  |
| ----- | --------- | ------ | ------------------------------------------------------- |
|       | إسبانيا   | وسط    | كيكي بيريز (at نادي إلتشي until 30 June 2022)           |
|       | إسبانيا   | وسط    | روبين ألكاراز (at نادي قادش until 30 June 2022)         |
|       | إسبانيا   | مهاجم  | سيرجي غوارديولا (at رايو فايكانو until 30 June 2022)    |
|       | إسبانيا   | مهاجم  | Sergio Benito (at نادي بطليوس until 30 June 2022)       |
|       | الإكوادور | مهاجم  | ستيفن بلازا (at إنديبندينتي ديل فال until 30 June 2022) |
|       | السنغال   | مهاجم  | سيكو جاساما (at نادي مالقا until 30 June 2022)          |

### الطاقم الفني
| العمل                  |                          |
| ---------------------- | ------------------------ |
| Head coach             | Pacheta                  |
| Assistant coach        | Chema Monzón             |
| Second assistant coach | ألفارو روبيو             |
| Fitness coach          | Jorge Trigueros          |
| Goalkeeper coach       | خوسيه مانويل سانتيستيبان |
| Analyst                | Guillem Galmés           |

آخر تحديث: 9 November 2021
المصدر: Real Valladolid باللغة الإسبانية

## النشيد
كان للنادي على امتداد تاريخه نشيدين اثنين حتى يومنا هذا. النشيد الأول حمل عنوان «أعلام بيضاء وبنفسجية» من غناء مانويل تروخيو جونزاليز وأنطونيو جوميز أرانيخا عام 1982 ويُعرف بالنشيد القديم. والنشيد الجديد تم أصدره الفريق التوهاني (ميجيل آنخيل ريبيرا وخوسيه لويس جوميز) سنة 1995.

## الجمهور

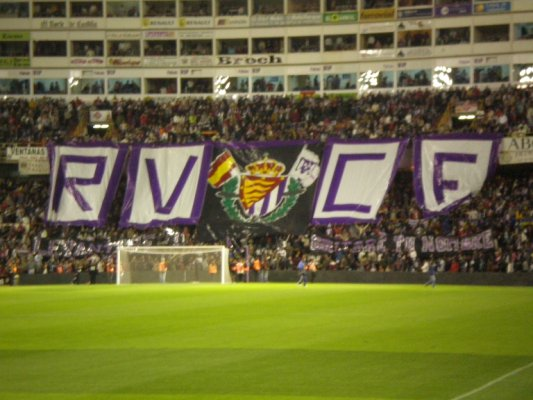
لافتة معلقة أسفل المدرج الشمالي في إستاد خوسية ثوريا قبل المباراة ،تظهر فيها شعار النادي والأحرف الاولي

يُقدر عدد المشتركون في نادي بلد الوليد بحوالي 12000 مشترك في الموسم 16/2015. واعتاد الجميع علي تسمية جماهير النادي بأسم بوسيلانوس على الرغم من أن هذا المسمي يطلق أيضًَا علي سكان مدينة بلد الوليد.ويوجد 43 نادي مسجل في اتحاد أندية بلد الوليد، تقع جميعها في مدينه بلد الوليد أو مقاطعة بلد الوليد، بإستثناء أندية برشلونة ومدريد وفريسنيدا دي كويار (شقوبية). ويجدر الإشارة إلى أن النادي حطم رقمه القياسي في عدد المتابعين في الموسم 10/2009 حيث وصل عدد المتابعين أكثر من 18600. ووصل عدد المشجعين المرافقين للنادي في أي مرحلة من الدوري إلى 10000 مشجع.

## الطقم الرسمي

### الزي الرسمي

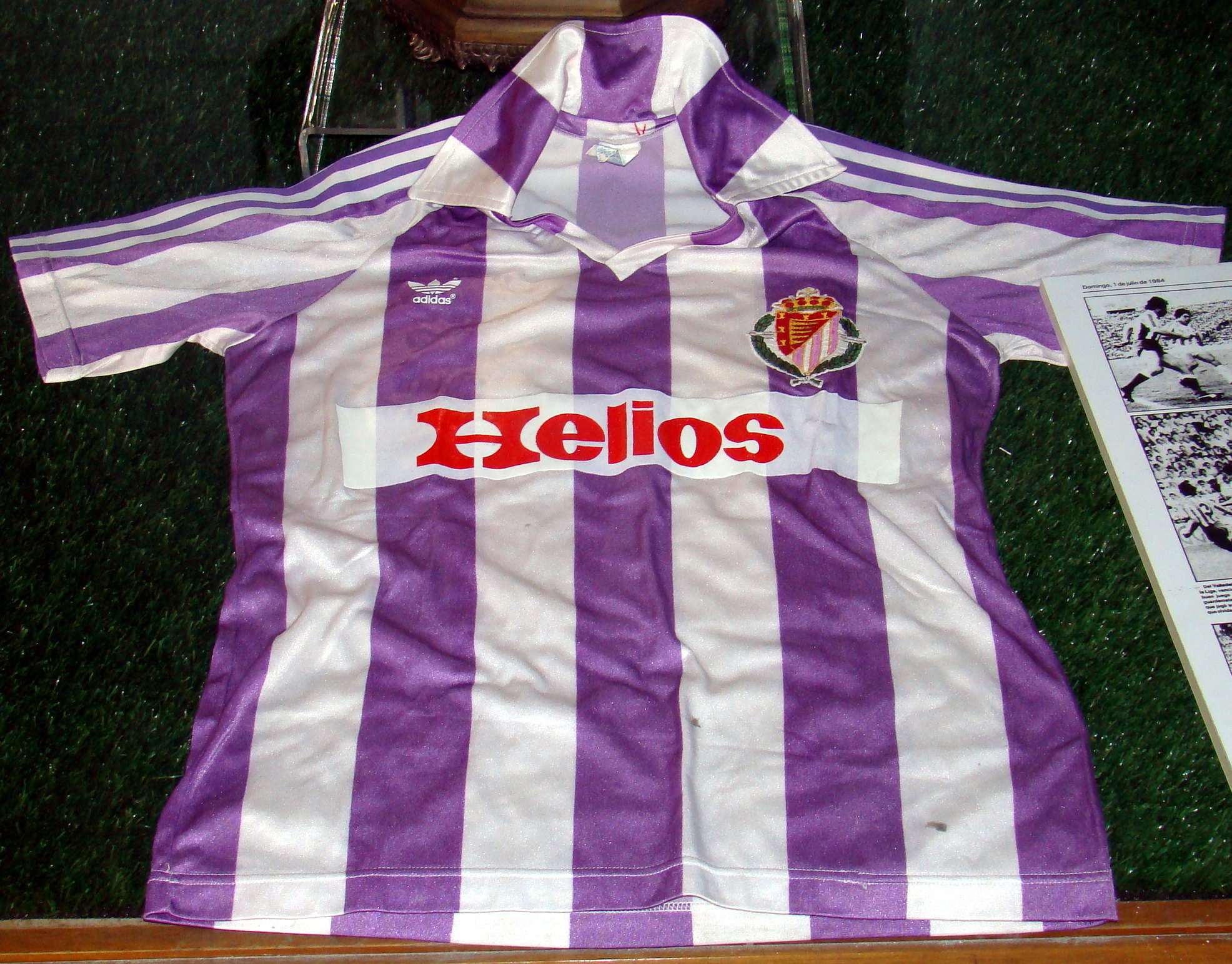
قميص نادي بلد الوليد في الموسم 84/1983

حافظ نادي بلد الوليد منذ تأسيسه علي زيه الأصلي الذي اعتمد بتاريخ 22 أبريل عام 1928، وهو أيضاً نفس اليوم الذي أُتفق فيه علي الشعار والملعب. وقد ظل هذا الزي الرسمي على حاله حتى الآن، رغم دخول بضعة تعديلات طفيفة لا تكاد تذكر علي التصميم. في ذلك اليوم قرر النادي استبعاد وتجاهل ألوان الفريقين المتحدين: الأزرق للنادي الرياضي الإسباني والأحمر لنادي الاتحاد الملكي الرياضي بغية تجنب النزاعات، واُتفق علي الزي الآتي: القميص بالونين البنفسجي والأبيض بخطوط عمودية والسروال باللون الأبيض.
```
  
منذ عام 1928 وحتى الآن 
```

### الزي الاحتياطي
فضل نادي بلد الوليد استخدام اللون البنفسجي في زيه الاحتياطي، بالإضافة إلى اللون الأحمر اليذي يُعد أيضاً أحد الألوان التاريخية للنادي، كما استخدم النادي تصميمات للزي ليس لها أصل تاريخي مثل التصميم الذي ظهر به النادي في الموسم 98/1997 والذي صممته الماركة الإسبانية (كيلمي) والزي عبارة عن خطوط سوداء وبنفسجية، والذي استعيد نفس التصميم في الموسم 10/2009 وتغير لون السروال والجوارب البنفسجية إلى اللون الأسود.

### الزي الثالث
أحدث النادي تغيير في الزي الثالت للفريق في المواسم الآخيرة. فقد استخدم الألوان التالية: الأصفر والرمادي والأسود، وفي بعض المواسم كما في موسم 10/2009 استخدم الزي البنفسجي الأحتياطي للفريق.

## الإدارة
تولى عبر تاريخ النادي 25 رئيساً وجميعهم إسبان، وقد شغل خوسيه كانتالابيدرا أطول فترة رئاسة للنادي حيث تولى رئاسته من عام 1930 حتى وفاته 1943، وكان جونزالو ألونسو الرئيس الوحيد الذي تولى الرئاسة في فترتين مختلفتين (79/78 - 82/81) وفي منتصف موسم 84/83 حتي بداية 86/87، ومن الرؤساء المشهورين الآخرين ماركو فرنانديز والذي تولى رئاسة النادي بعد تحويله إلى نادٍ مساهم وأنضم النادي في عهده لليورو. وقبل تحويل النادي إلى نادي مساهم عام 1992 كان يتم تعيين الرئيس عن طريق الانتخابات في وقت آخر كان تعيينه يتم بقرار الأغلبية من المساهمين.

### الإدارة الحالية
تتكون الإدارة الحالية من مجلس إدراية وأمانة تقنية وقيادة إدارية:

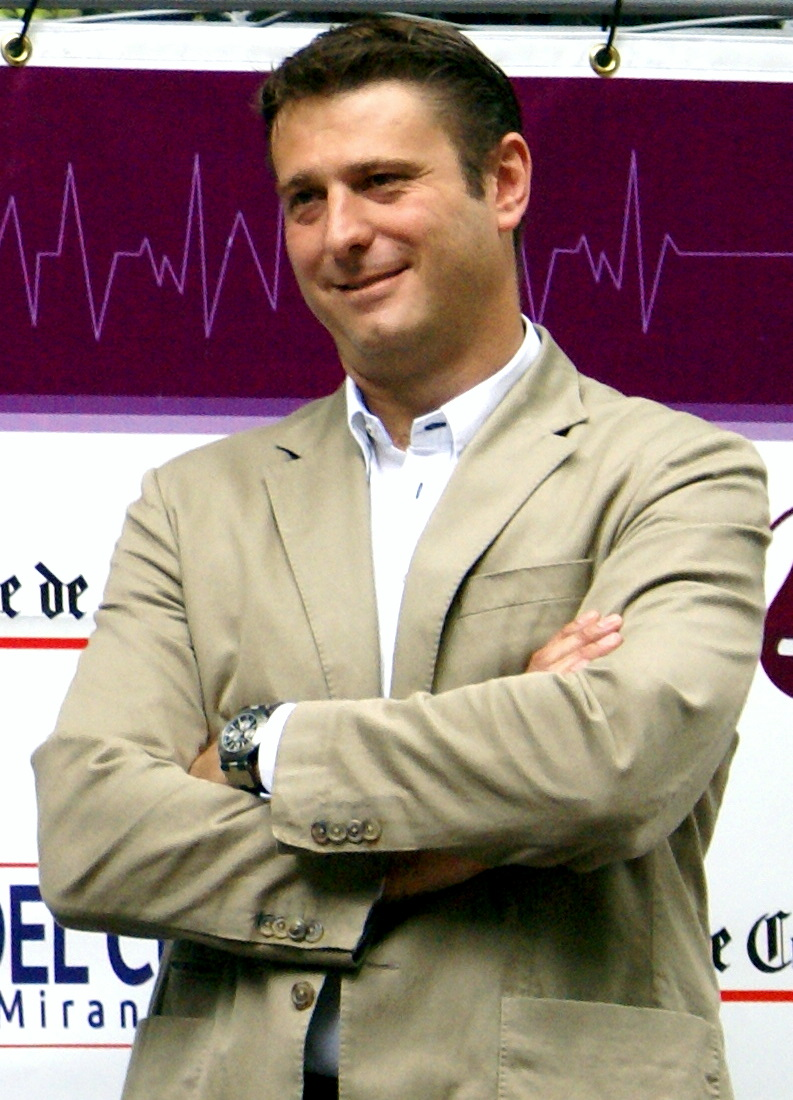
الرئيس للنادي منذ مايو 2011 والمساهم الأكبر منذ 2011

المجلس الإداري
الرئيس
- كارلوس سواريز سوريدا

نائب الرئيس
- ألبارو رويز دي ألدا مورينو

المستشارون
- جاكوب دي سالاس كلابر
- رامون ماروتو كونتونير
- إدواردو سواريز سوريدا

### الإدارة الرياضية
```
الإدارة الرياضية للنادي منذ الموسم 2015/2014 علي النحو التالي:
```

المدير الرياضي
- ميجيل أنجيل جوميز بنيتيز

### القيادة الإدارية
القيادة الإدارية تكون علي النحو التالي :
المدير العام
- خورخي سانتياغو فيلافاني

المدير المالي
- خابيير ديز فيلافافيلا

الأتصالات والعلاقات الخارجية
- ماريانو مانسيبو روخو

المدير الأعلامي
ماريو ميجيل نييتو

## المساهمين الحاليين في النادي

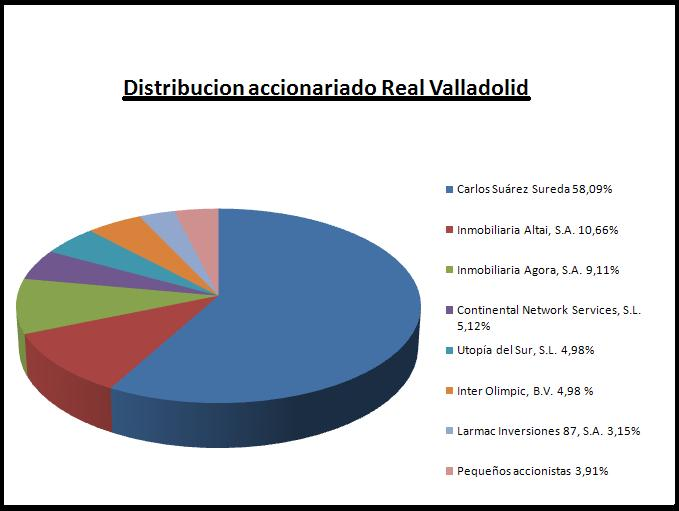
رسم لتوزيع المساهمين في نادي بلد الوليد.

يعتمد نادي بلد الوليد على أغلبية المساهمين والذي يُعد كارلوس سواريز سوريدا هو أكبر مساهم بما يقارب 60 % من الأسهم.
التوزيع الدقيق للمساهمين هو :
- كارلوس سواريز سوريدا: 58,09%
- عقارات ألتاي أس. أيه: 10,66 %
- عقارات أجورا أس. أيه: 9,11 %
- كونتينتال لخدمات الأنترنت أس. ال: 5,12%
- أوتوبيا دي سور أس. ال: 4,98%
- إنتر أولومبيك بي في: 4,98%
- صغار المساهمين: 3,91%
- لامارك للأستثمارات: 3,15%

## وصلات خارجية
- Futbolme team profile (بالإسبانية)